# Oakland City Hall
Die Oakland City Hall ist das Rathaus von Oakland, Kalifornien. Nachdem der frühere Sitz der Stadtverwaltung beim San-Francisco-Erdbeben von 1906 zerstört worden war, wurde von 1910 bis 1914 die Oakland City Hall in Downtown Oakland vom Architekturbüro Palmer & Hornbostel im Stile der Beaux-Arts-Architektur errichtet. Mit 97 m Höhe und 18 oberirdischen Stockwerken war sie damals das erste Regierungsgebäude in Geschosswohnungsbauweise. Die weiße Fassade ist aus Granit und Terrakotta gearbeitet.
Am 15. September 1983 wurde sie in das National Register of Historic Places aufgenommen.